# Campionato europeo di automobilismo
Il Campionato Europeo è stata una competizione automobilistica annuale che è esistita prima dell'introduzione del Campionato Mondiale di Formula Uno. La sua prima edizione si disputò nel 1931, l'ultima nel 1939. Nelle due prime edizioni del 1931 e 1932 fu anche detto "Campionato Automobilistico Internazionale". Non fu organizzato nel 1933 e nel 1934. I punti erano assegnati ai piloti in base ai risultati di alcuni Gran Premi selezionati, chiamati Grandes Épreuves. Questo termine era già utilizzato dagli anni venti per le gare più prestigiose (tra esse, solo il Gran Premio di Germania 1931 non fu compreso nel campionato negli anni in cui fu disputato).
L'ultima edizione del Campionato fu quella del 1939, e fu interrotta a causa dello scoppio della seconda guerra mondiale senza la proclamazione ufficiale del pilota vincitore.
Il Campionato era organizzato dall'AIACR, l'associazione antenata della FIA. Il Campionato inaugurale comprendeva i Gran Premi di Italia, Francia e Belgio. Inizialmente era previsto anche il Gran Premio di Spagna, che però non si disputò.

## Sommario dei risultati

### L'assegnamento dei punteggi
Al contrario dell'odierno Campionato mondiale di Formula 1, in questo Campionato erano assegnati meno punti ai piloti che si classificavano in una posizione migliore; quindi il pilota campione era quello che conseguiva, alla fine della stagione, meno punti.
Ai piloti che si classificavano primi, secondi e terzi, erano assegnati rispettivamente, uno, due e tre punti. Agli altri guidatori che non riuscivano a completare la gara (all'epoca le corse terminavano con il taglio del traguardo da parte del vincitore) era attribuito il seguente punteggio:
| % completata | Punti |
| ------------ | ----- |
| >75%         | 4     |
| 50%-75%      | 5     |
| 25%-50%      | 6     |
| <25%         | 7     |

Ai non iscritti al Gran Premio e al pilota che si ritirava alla partenza erano assegnati otto punti. I guidatori conquistavano punti solo con l'autovettura iscritta alla gara. Nel 1931 anche i co-piloti avevano diritto ai punti valevoli per il Campionato, ma solamente se utilizzavano l'auto iscritta al Gran Premio. Dal 1932 in avanti, se il pilota cedeva la vettura ad un altro guidatore durante la corsa, solo il primo conquistava punti secondo la posizione dell'automobile alla fine della gara.

### Albo d'oro[1]
| Stagione | Pilota campione                                                           | Squadra                                                                   | Pole position                                                             | Vittorie                                                                  | Podi                                                                      | Giri veloci                                                               | Punti                                                                     | Margine sul secondo (punti)                                               | Gran premi della stagione | Gran premi della stagione | Gran premi della stagione | Gran premi della stagione | Gran premi della stagione | Gran premi della stagione | Gran premi della stagione |
| -------- | ------------------------------------------------------------------------- | ------------------------------------------------------------------------- | ------------------------------------------------------------------------- | ------------------------------------------------------------------------- | ------------------------------------------------------------------------- | ------------------------------------------------------------------------- | ------------------------------------------------------------------------- | ------------------------------------------------------------------------- | ------------------------- | ------------------------- | ------------------------- | ------------------------- | ------------------------- | ------------------------- | ------------------------- |
| 1931     | Ferdinando Minoia                                                         | Alfa Romeo                                                                | 0                                                                         | 0                                                                         | 2                                                                         | 0                                                                         | 9                                                                         | 0                                                                         | ITA                       | FRA                       | BEL                       |                           |                           |                           |                           |
| 1932     | Tazio Nuvolari                                                            | Alfa Romeo                                                                | 0                                                                         | 2                                                                         | 3                                                                         | 2                                                                         | 4                                                                         | 4                                                                         | ITA                       | FRA                       | GER                       |                           |                           |                           |                           |
| 1933     | Non disputato                                                             | Non disputato                                                             | Non disputato                                                             | Non disputato                                                             | Non disputato                                                             | Non disputato                                                             | Non disputato                                                             | Non disputato                                                             | Non disputato             | Non disputato             | Non disputato             | Non disputato             | Non disputato             | Non disputato             | Non disputato             |
| 1934     | Non disputato                                                             | Non disputato                                                             | Non disputato                                                             | Non disputato                                                             | Non disputato                                                             | Non disputato                                                             | Non disputato                                                             | Non disputato                                                             | Non disputato             | Non disputato             | Non disputato             | Non disputato             | Non disputato             | Non disputato             | Non disputato             |
| 1935     | Rudolf Caracciola                                                         | Mercedes-Benz                                                             | 1                                                                         | 4                                                                         | 5                                                                         | 1                                                                         | 17                                                                        | 5                                                                         | MON                       | FRA                       | BEL                       | GER                       | SUI                       | ITA                       | ESP                       |
| 1936     | Bernd Rosemeyer                                                           | Auto Union                                                                | 1                                                                         | 3                                                                         | 3                                                                         | 3                                                                         | 10                                                                        | 5                                                                         | MON                       | GER                       | SUI                       | ITA                       |                           |                           |                           |
| 1937     | Rudolf Caracciola                                                         | Mercedes-Benz                                                             | 3                                                                         | 3                                                                         | 4                                                                         | 2                                                                         | 13                                                                        | 2                                                                         | BEL                       | GER                       | MON                       | SUI                       | ITA                       |                           |                           |
| 1938     | Rudolf Caracciola                                                         | Mercedes-Benz                                                             | 0                                                                         | 1                                                                         | 4                                                                         | 0                                                                         | 8                                                                         | 7                                                                         | FRA                       | GER                       | SUI                       | ITA                       |                           |                           |                           |
| 1939     | Titolo non assegnato a causa dello scoppio della seconda guerra mondiale. | Titolo non assegnato a causa dello scoppio della seconda guerra mondiale. | Titolo non assegnato a causa dello scoppio della seconda guerra mondiale. | Titolo non assegnato a causa dello scoppio della seconda guerra mondiale. | Titolo non assegnato a causa dello scoppio della seconda guerra mondiale. | Titolo non assegnato a causa dello scoppio della seconda guerra mondiale. | Titolo non assegnato a causa dello scoppio della seconda guerra mondiale. | Titolo non assegnato a causa dello scoppio della seconda guerra mondiale. | BEL                       | FRA                       | GER                       | SUI                       |                           |                           |                           |